# Contea di Ji'an
La contea di Ji'an (吉安县S, Jí'ān XiànP) è una contea della Cina, situata nella provincia di Jiangxi e amministrata dalla prefettura di Ji'an.